# Cities of The Underworld
Cities of The Underworld (Cidades debaixo de Terra, em Portugal; Cidades Ocultas', no Brasil) é uma série de documentários do canal por cabo norte-americano History.

## História
O aspecto das cidades muda constantemente: onde um dia havia um templo, hoje pode estar um centro comercial. As cidades de impérios extintos se transformam em fantasmas que habitam os edifícios de hoje e os tornam misteriosos e fantásticos. Por trás de muros, embaixo dos telhados, em túneis e calabouços se escondem segredos que serão revelados nesta magnífica série. No primeiro episódio apresentamos Istambul, cidade de revoluções que esteve dominada por diferentes impérios e culturas. Berlim, Budapeste, Londres, Paris e Roma, lugares que na antiguidade foram centros de poder e glória, são alguns dos outros episódios que são evidência viva de como a história sob os seus pés moldou seus rostos imortais.